# 桂りょうばの落語トラベル
『桂りょうばの落語トラベル』（かつらりょうばのらくごトラベル）は、朝日放送ラジオ（ABCラジオ）が2019年4月1日から通年で放送している落語バラエティ番組。桂りょうば（落語家）の冠番組で、二階堂酒造が主力商品の「大分麦焼酎　二階堂」名義で一社提供を実施している番組の1つでもある。
レギュラー版の放送時間は基本として月曜日の19:00 - 19:30で、2回分の音源をまとめて収録した後に、「前編」と「後編」扱いで2週にわたって放送することが多い。その一方で、2020年（令和2年）以降は、『桂りょうばの落語トラベル新春スペシャル　令和○年も、その道中の陽気なことぉ!』と称する新春特別番組（新春版）を基本として1月1日に放送している。

## 概要
桂枝雀 (2代目) の長男である桂りょうばと、河島英五（シンガーソングライター）の長女である河島あみる（タレントで「株式会社ツキハナ」の代表取締役社長）がレギュラーで出演。「トラベル」（旅行）を番組のタイトルに入れている関係で、放送上はあみるを「添乗員」、ゲストを「案内人」と称している。
レギュラー版は「落語トラベラー」と「りょうば／あみるの寄り道」の2部構成で、「案内人」は「落語トラベラー」にのみ出演。「落語トラベラー」の前後には、りょうばが「大分麦焼酎 二階堂」の魅力や歴史を落語の「マクラ」風に紹介するCMと、りょうばが落語の話芸を生かしながら「二階堂」の味わいをあみるとの掛け合いで伝えるCMを流している。さらに、後者のCMに続いて、りょうば／あみるが当日の「案内人」や「落語トラベラー」のテーマにちなんで選んだ楽曲を1曲放送。その後で、「りょうば／あみるの寄り道」（2人が身の上話を交互に語るミニコーナー）をはさんでエンディングパートに至っている。
番組開始当初の「落語トラベラー」では、朝日放送ラジオが所蔵する古典落語のアーカイブ音源をベースに、その演目が現在の世相や人物像などにつながる要素を「案内人」（落語家や落語作家など）が解説していた。放送上は1人の「案内人」が2回にわたって登場することが多いが、放送が回を重ねるにつれて、「『案内人』そのものに焦点を当てながら、落語関連の話題を交えつつ、出演者がクロストークを展開する」という構成が定着。落語会や他の演芸番組に携わった経験を持つアナウンサー、りょうば・あみるの親の代（枝雀や英五の生前）から親交の深い著名人、りょうばが桂ざこば (2代目) へ入門する前（笑殺軍団リリパットアーミーやオルタナティブロックバンドの「shame」で活動していた時期）から懇意にしている俳優・ミュージシャン、ツキハナでマネジメントを手掛けている落語家・タレントなども「案内人」に迎えている。また、落語の演目や落語家に焦点を当てた実写映画を森川みどり（シネマコミュニケーター）がたびたび紹介しているため、放送上は森川を「レギュラーゲスト」として扱っている。
もっとも、「落語トラベラー」を毎回放送するわけではなく、2021年以降はりょうば／あみるの好きな楽曲から共通のテーマに沿って5曲を紹介する特集も随時編成。日本国内で新型コロナウイルス感染症が流行していた2020年には、日本政府による緊急事態宣言発出などの影響で「案内人」を迎えての収録を4 - 6月に見合わせていたため、前述したアーカイブ音源の一部を「往年の高座へタイムトラベル」と銘打って4 - 7月に順次放送していた。
ちなみに、新春版のサブタイトルに使われている「その道中の陽気なことぉ!」は、古典落語の愛宕山（枝雀が生前の高座でたびたび披露していた演目）での一節に由来している。その新春版では、「落語トラベラー」「りょうば／あみるの寄り道」に特別企画を加えた構成で放送。当初はりょうばやざこばが特別企画向けに落語を披露していたが、令和5年（2023年）以降は、前年末のレギュラー版で募集したリスナーからの投稿をベースに大喜利企画を放送している。

## 放送時間
- 基本として月曜日の19:00 - 19:30
  - 日本プロ野球（NPB）のシーズン中で阪神タイガースの主催公式戦が月曜日にナイトゲームとして組まれている場合には、朝日放送ラジオが『ABCフレッシュアップベースボール』として当該試合の中継枠を編成する関係で雨傘番組に設定。中継対象のカードが予定どおり開催された場合や、対象カードの中止が『ABCフレッシュアップベースボール』の放送開始後に確定した場合には、当番組を休止したうえで翌週以降に放送する。
  - 令和6年（2024年）1月1日は月曜日であったため、朝日放送ラジオでは新春版（16:00 - 17:25）とレギュラー版（19:00 - 19:30）の連続放送を予定。新春版の「落語トラベラー」には桂南光（りょうばの父・枝雀の惣領弟子）、レギュラー版の同コーナーには桂米紫（りょうばの兄弟子・塩鯛の惣領弟子）を「案内人」に迎えていた。いずれも2023年内に収録を済ませていたが、新春版の放送が始まったばかりの16:10頃に、最大震度7の令和6年能登半島地震が発生。朝日放送ラジオの放送対象地域の一部（日本海に面した兵庫県・京都府の北部）に津波警報が出される事態に至ったため、同局では新春版の放送を中断したうえで、報道特別番組の生放送へ急遽切り替えた。さらに、レギュラー版を休止したうえで報道特別番組を22:00まで続けたことから、1月7日（日曜日）の20:00 - 21:25に新春版の振り替え放送を実施[3]。1月1日の放送を予定していたレギュラー版については、当初の予定から1週遅らせたうえで、「2回シリーズの前編」として1月8日（成人の日）のレギュラー枠で放送している。